# Économie des Philippines
L'économie des Philippines, dont le PNB avoisine les 98 milliards de dollars[Quand ?], repose essentiellement sur l’agriculture, un secteur qui reste peu compétitif par manque d'infrastructures. Malgré tout, ce secteur primaire emploie 33 % de la population active mais ne contribue qu'a 12,3 % du PIB du pays. Le secteur des services représente plus de la moitié du PIB et bénéficie du mouvement des délocalisations d'entreprises occidentales tels que les centres d'appel. La population philippine travaillant à l'étranger participe largement à l'économie nationale, puisqu'elle contribue à hauteur de 10 % environ à la formation du PIB.
70 % de la population dépend du secteur agricole. Les principales cultures sont le tabac, le cocotier (1er exportateur mondial), l'ananas, la banane (2e exportateur mondial), le riz (16e producteur mondial), le maïs (13e producteur mondial), le chanvre de Manille, la canne à sucre (11e producteur mondial), le café (14e producteur mondial) et les bois tropicaux (à Mindanao) destinés au Japon. Depuis les années 2000, et en raison d'une forte démographie, les Philippines ne sont plus auto-suffisantes en matière de production de riz : elles doivent donc en importer désormais de pays d'Asie voisins, comme le Viêt Nam.
Le PIB par habitant s'élève en 2006 à 5 314 dollars américain par habitant et par an. Les Philippines font partie de la Coopération économique pour l'Asie-Pacifique (APEC). L'économie des Philippines est la 33e plus importante au monde, selon les statistiques pour 2016 du FMI et un des marchés émergents.
Le pays est considéré comme un nouveau pays industrialisé, avec une économie en transition, de l'agriculture à la fabrication industrielle et aux services. En 2016, son produit intérieur brut (PIB/GDP) en parité de pouvoir d'achat a atteint 970,8 milliards de $.
L’État est faible et intervient peu dans l'économie. Seuls 15 % sont consacrés aux dépenses publiques. La population n’a pas toujours accès aux besoins fondamentaux, tels que la santé, l’éducation ou la justice. La Confédération syndicale internationale cite en 2018 les Philippines parmi les pays où les droits des travailleurs sont les moins respectés. Elle souligne notamment que « les employeurs recourent souvent à des tactiques d’intimidation et à des licenciements pour empêcher que le personnel ne forme des syndicats. » Les cas de violence policières, provoquant régulièrement des morts, sont nombreux à l'égard des travailleurs en grève .

## Histoire
L'archipel des actuelles Philippines avant l'arrivée des Espagnols était connu des commerçants chinois qui sillonnaient la Mer de Chine du Sud et, de manière plus large, l'ensemble de la "Nanyang", l'Asie du Sud et du Sud-Est. Des marchands arabes ou originaires de la sphère malaise islamisée avaient également établi des liens avec les populations locales (voir les notes "Troc et échanges" et "Thalassocraties" au chapitre Histoire des Philippines). Cependant, la dimension de ce commerce prend une ampleur sans précédent à partir de 1570, lorsque les Espagnols mettent en place une relation triangulaire via le Pacifique, dont les trois étapes sont Acapulco, Manille et Canton. L'or du Mexique, les épices, les productions de Chine constituent le support de ce "commerce du gallion" dans lequel les Chinois joueront un rôle majeur jusqu'à la fin du XVIIe siècle. La chute de la dynastie Ming puis, en 1665, la répression anti-chinoise menée par les Espagnols aux Philippines (voir le chapitre Histoire des Philippines) et enfin, en 1717, la fermeture de l'Empire aux relations extérieures, porteront sérieusement atteinte à ce début de dynamique économique.

## Secteurs

### Secteur secondaire: industrie, énergie, mines
- (en) Cet article est partiellement ou en totalité issu de l’article de Wikipédia en anglais intitulé « Economy of the Philippines » (voir la liste des auteurs).

#### Chantiers navals
Le pays est un acteur majeur dans l'industrie mondiale de la construction navale avec les chantiers navals de Subic, Cebu, General Santos et Batangas,. 
Il est devenu le quatrième plus grand pays en construction navale en 2010,. Les bateaux fabriqués à Subic sont désormais exportés dans les pays opérateurs de transport : cargos, vraquiers, ferries. General Santos sert surtout à a réparation navale et à la maintenance.
Archipel entouré par les eaux, le pays dispose de nombreux ports d'eau profonde naturels, ce qui est idéal pour le développement de sites de production, construction et réparation de bateaux. En plus des chantiers d'exploitation actuels, deux chantiers navals supplémentaires sont annoncés dans les provinces de Misamis oriental et de Cagayan. Le pays dispose d'un vaste bassin de main-d'œuvre de 60 000 soudeurs certifiés qui constituent la majorité des travailleurs dans la construction navale.
Dans le secteur de la réparation navale, le complexe Navotas, à Metro Manila, est prévu pour accueillir 96 navires.

#### Automobile
Chaque système anti-blocage des roues (ABS) utilisé dans les voitures Mercedes-Benz, BMW et Volvo est fabriqué aux Philippines. 
Ford, Toyota, Mitsubishi, Nissan et Honda y ont des usines de construction ou d'assemblage.
Kia et Suzuki y produisent de petites voitures, Isuzu des SUV/VUS (Sport utility vehicle), et Honda et Suzuki des motos. 
En 2011, l'entreprise chinoise Chery a construit à son tour une usine d'assemblage dans la province de Laguna, pour la vente dans le pays et l'exportation régionale. Mitsubishi pense à s'installer également.
Les ventes d'automobiles aux Philippines sont passées de 165 056 en 2011 à plus de 180 000 en 2012.

#### Aérospatiale
Les produits aérospatiaux sont principalement pour le marché d'exportation, comme la fabrication de pièces pour les avions Boeing et Airbus. 
Moog Inc. (en) est le plus grand constructeur aéronautique, installé à Baguio (province de Benguet, Région administrative de la Cordillère, île de Luçon), fabriquant des actionneurs d'aéronefs.
En 2011 , la production totale des exportations de produits de l'aérospatiale aux Philippines a atteint 3 000 000 000 US$.

#### Électronique
Une usine de Texas Instruments, à Baguio, depuis plus de vingt ans, est le plus grand producteur de puces DSP (Processeur de signal numérique) dans le monde. Elle produit ainsi toutes les puces utilisées dans les téléphones cellulaires Nokia, et 80 % des puces utilisées dans les téléphones cellulaires Ericsson. 
Jusqu'en 2005, les ordinateurs portables Toshiba étaient produits à Santa Rosa. Actuellement, l'usine philippine produit des disques durs. Le fabricant d'imprimantes Lexmark a une usine à Mactan (région de Cebu). 
D'autres industries légères d'électronique se concentrent à Laguna, Cavite, Batangas et d'autres provinces, dont beaucoup dans les îles du sud, et qui assurent une bonne part des exportations du pays.

#### Énergie
Le secteur de l'énergie aux Philippines est importateur net (47 % des besoins en 2013) malgré le faible niveau de sa consommation d'énergie comparé à celui de ses voisins d'Asie du Sud-Est.
La production d'énergie primaire aux Philippines comprend des volumes assez modestes de pétrole, de gaz naturel et de charbon. Les énergies renouvelables constituent une part significative de la production d'électricité avec la géothermie, l'hydroélectricité et la biomasse.

#### L'extraction minière
Le pays est riche en ressources minérales. Les gisements d'or, de nickel, de cuivre et de chromite sont parmi les plus importantes dans le monde. D'autres minéraux sont en quantité importante, dont l'argent, le charbon, le gypse et le soufre. Enfin, il existe d'importants dépôts d'argile, de calcaire, de marbre, de silice et de phosphate.
Environ 60 % de la production minière totale concernent les minéraux non métalliques, ce qui a contribué sensiblement à la croissance de la production régulière de l'industrie entre 1993 et 1998, de l'ordre de 58 %. En 1999, cependant, la production minière a chuté de 16 % à 793 millions $. Les exportations de minéraux ont généralement baissé depuis 1996. Les exportations minérales des Philippines se sont élevées à 650 millions $ en 2000. Les causes en sont le faible prix des métaux, les coûts de production élevés, le manque d'investissements dans les infrastructures, et le défi de la nouvelle loi minière.
L'industrie a rebondi à partir de fin 2004, lorsque la Cour suprême a confirmé la constitutionnalité d'une loi importante permettant la propriété étrangère des sociétés minières Philippines, sans toutefois remettre en question la partie spécifique de la Loi sur les mines de 1994 qui permet à 100 % la propriété étrangère des mines dans le pays.
Parmi les entreprises intéressées par les divers matériaux, dont le nickel :
Global Ferronickel Holdings, Inc.,
Platinum Group Metals Corporation (PGMC),
Platinum Group Metals,
Toledo Mining Corporation,,
Rio Tuba Nickel Mining Corporation,
Citinickel mines and development corporation.

### Secteur tertiaire

#### Externalisation

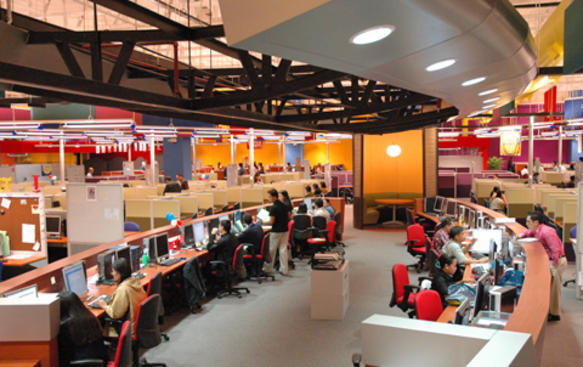
A business process outsourcing office in Bacolod

En 2008, les Philippines ont dépassé l'Inde en tant que leader mondial dans l'externalisation des processus d'affaires (BPO),. La majorité des dix premières entreprises de BPO des États-Unis fonctionnent aux Philippines . 
L'industrie a généré 100 000 emplois et les revenus totaux se sont élevés à 960 M $ pour 2005. En 2012, l'emploi en BPO s'élève à plus de 700 000 personnes et contribue à l'accroissement de la classe moyenne. Les entreprises de BPO sont installées principalement à Metro Manila, Cebu ainsi que d'autres zones régionales, dont Baguio, Bacolod, Cagayan de Oro, Clark Freeport Zone (en), Dagupan, Davao, Dumaguete, Lipa, Iloilo City et Naga City.
Les Centres d'appel ont commencé aux Philippines comme prestataires ordinaires de réponses par courrier électronique. La gestion des services est maintenant une source importante d'emplois : relations clients, services de voyage, assistance technique, éducation, soins à la clientèle, services financiers, soutien en ligne aux entreprises pour la clientèle, soutien en ligne business-to-business. Le pays est un emplacement de choix pour l'externalisation, avec de nombreux avantages : coûts d'exploitation, coût de main-d'œuvre, bonne compétence à l'oral en anglais d'un nombre important de ses habitants, niveau d'instruction élevé. En 2016, ce domaine industriel devrait atteindre 27,4 milliards $ de chiffre d'affaires avec la création d'environ 1,3 million d'emplois.
De 101 000 travailleurs en 2004 , la main-d'œuvre dans cette industrie a monté à plus de 930 000 pour le seul premier trimestre 2014.
Le taux annuel moyen de croissance dans le domaine est de 20 %. Les recettes d'exportation du secteur sont passées de 1,3 milliard $ en 2004 à 13,1 milliards $ en 2013. Selon l'Association des processus informatiques et d'affaires des Philippines ( IBPAP ), le secteur devrait atteindre un chiffre d'affaires total de 25 milliards $ en 2016. 
Cette croissance de l'industrie est en outre favorisée par le gouvernement philippin. Le Plan de développement des Philippines met les BPO parmi les 10 domaines de développement potentiels prioritaires. Pour inciter davantage les investisseurs, les programmes gouvernementaux comprennent diverses incitations : exonérations fiscales, exonérations de taxes, exportation simplifiée, importation simplifiée, formation.

#### Tourisme

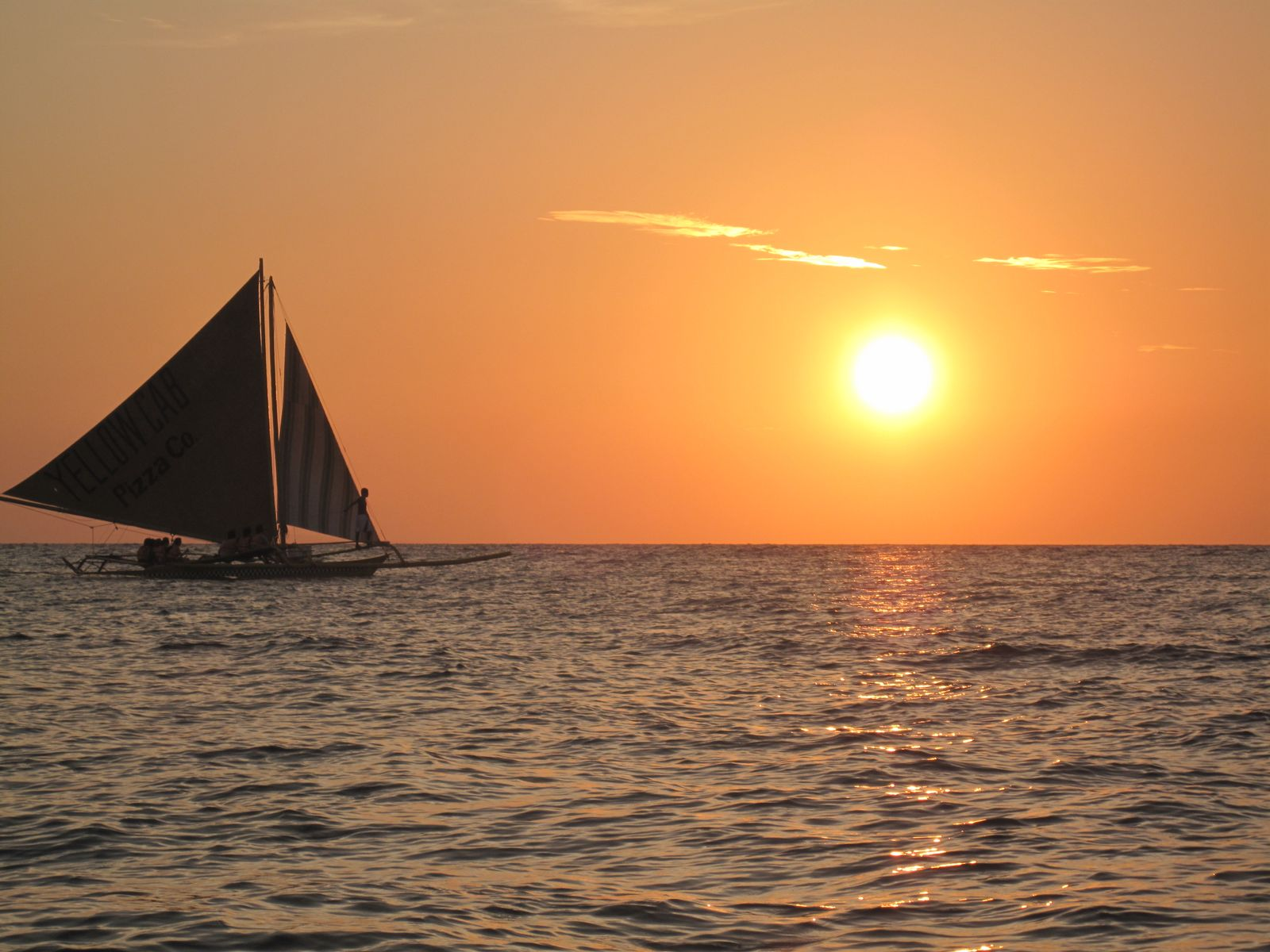
Boracay, une des valeurs sûres des destinations touristiques du pays.

Le tourisme est un secteur important de l'économie philippine, qui contribue au PIB philippin à hauteur de 7,8 % en 2014.
L'industrie du tourisme emploie 3,8 millions de Philippins, soit 10,2 % des emplois salariés, en 2011, selon les données recueillies par le Conseil national de coordination statistique. Un des objectifs du gouvernement de Benigno Aquino III était d'employer 7,4 millions de personnes d'ici 2016, soit environ 18,8 % pour cent de l'effectif total, pour atteindre 8 à 9 % du PIB de la nation .
En 2014, le secteur du tourisme a contribué pour 1,4 milliard de pesos à l'économie du pays .